# 국가채무

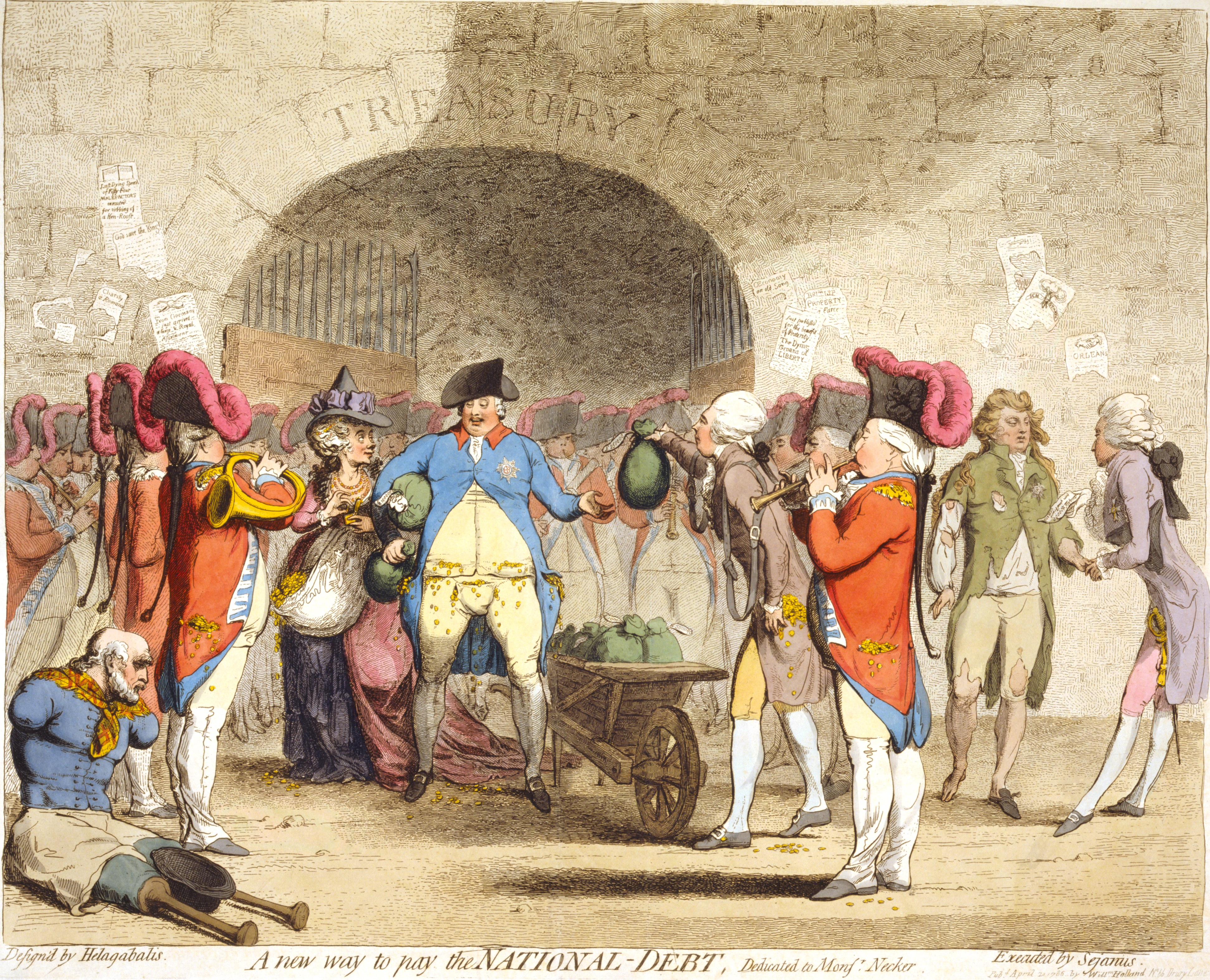

국가채무(國家債務)는 국가가 자금 조달을 위해 채권의 발행 또는 증서 차입에 의해 발생한 금전 채무 또는 이와 관련된 금전 채권을 말한다.

## 대한민국

### 국가 부채
국가부채는 중앙정부 채무, 지방정부 채무, 국가공기업 부채, 그리고 지방공기업 부채를 합산한 것으로, 보증채무를 제외한 직접 부채만을 집계한다.
한국의 GDP 대비 국가채무 비율은 2022년 기준 49.4%로 다른 나라들에 비해 안정적인 수준이다. 참고로 일본은 250% 이상, 미국, 프랑스, 영국은 110~120% 정도의 비율이다. 우리나라의 2022년 GDP가 2160조 가량이니 50% 정도의 부채이면 1000조가 조금 넘는 정도이다.
정부와 공기업의 공공부분 부채는 2009년 3분기 말 한국은행이 파악한 것만 789조 3600억 원으로 1년 만에 9.2% 급증했으며 이중 공기업의 부채는 1년 만에 14.4%나 급증한 363조 8000억 원으로 집계됐다.

#### 부채현황
2013년 기준 공공기관 부채는 500조·국가부채는 1천조로 과다부채가 문제되고 있다. 295개 기관 부채비율 207.5%로 전년대비 14%p 급등한 것이다. 참고로 통상 기업의 부채비율은 100% 이하를 건전한 수준으로 보고, 국가 부도 위기에 몰려 두 차례나 구제금융을 받은 그리스의 부채비율(GDP 대비)은 175% 선이다.
2011년 기준 한국의 국가부채는 GDP 대비 채무 35%로 美·日 보다 탄탄해 보이나 공공기관 빚 포함하면 70%로 우려해야 할 상황이다. 불행히도 공공기관 부채 통계는 국가마다 기준이 다르고 통계가 제대로 공표되지 않아 국제 비교가 어렵지만 한국처럼 공공기관 부채가 많고, 빠르게 늘어나는 경우가 드문 현상임은 분명하다.
공무원연금공단이나 예금보험공사 같은 준정부기관의 빛은  2008년만 해도 80조원대에 머물러 있었다. 그런데 2010년에 100조원대로 불어나고, 2011년에는 124조 9000억원으로 전년에 비해 24.0% 급증했다. 공공기관 총 부채 증가율보다 훨씬 빠른 증가 속도이다.
공기업 부채 역시 지속적으로 늘어나 공공기관 부채에서 차지하는 비중이 갈수록 커지고 있다. 공기업의 2011년 총 부채는 329조 5000억원으로 전체 공공기관 부채의 71%를 차지하고 있다. 2007년 이후 연평균 증가율도 20.4%로 전체 증가율을 크게 앞선다.
특히 부채 1위 LH공사는 전년 대비 5.8% 증가하여 총부채 138조이다. LH는 부동산 경기 침체에 따라 미분양 물량이 늘거나 부동산 가격이 추가 하락할 경우 재무구조가 악화할 수 있다.
한국수자원공사는 지난 2007년 말 부채비율이 16%밖에 안 되는 우량 공기업이었으나 이명박 정부 들어 부채비율이 급속히 악화돼 2011년 말엔 116%로 치솟았다. 본업 때문이 아니라 이명박 대통령 공약인 4대강 사업을 정부 대신 떠맡았기 때문이었다. 정부는 막대한 돈이 필요한 4대강 사업을 재정으로 충당할 경우 국가채무가 불어날 것을 우려해 수자원공사에 맡긴 것이다.
매일경제 레이더M이 한국 정부 소유의 27개 국가공사를 대상으로 지난해 말 기준 감사보고서를 바탕으로 경상이익률, 자본효율성, 부채비율, 이자비용 부담능력, 자금조달여력 등 5개 재무지표를 평가한 결과, 대한석탄공사, 여수광양항만공사, 한국전력공사, 한국토지주택공사(LH), 한국가스공사, 한국지역난방공사 등 6곳은 재무지표상 한계에 다다른 것으로 나타났다.

#### 부채증가 원인
국내 공기업은 정부의 가격 지도나 정부 사업 대행 등과 같은 공공성 위주의 다양한 사업을 수행한다는 특징을 지닌다. 시장 논리와 무관하게 정부의 궂은 일을 떠맡아 처리하다 보니 부채가 급증하고 있다. 예를 들어 수자원공사는 예전에 건실한 공공기관으로 꼽혔지만, 4대강 사업을 대행하면서 부채가 급증했고, 토지주택공사(LH)는 보금자리 주택이라 불리는 서민주택 사업을 벌이는 바람에 부채가 급증했다. 또 정부가 물가 안정을 위해 통행료와 전기요금 인상을 억제하다 보니 해당 요금을 수입원으로 하는 도로공사나 전력공사의 부채가 급증하고 있다. 장차 이런 기관들이 부실화돼 파산 지경에 이르게 되면 국민 세금의 투입이 불가피하다.
한국토지주택공사의 부채 원인은 서민주거안정을 위한 임대사업 50조원 보금자리주택 24조원 신도시사업 28조원 지역균형발전을 위한 혁신도시 8.5조원등 전부가 정권별 주요 국토주택사업의 산물이다.

#### 회계 제도
2010년까지 LH공사는 과거 주택공사의 부실회계시스템을 고수했으며 각종사업 손실 은폐의혹에 대해서 정확한 부실 원인 및 규모를 밝혀낼 수 없었다. LH공사는 2010년 국정감사에서 국회의원들의 지적에 받고 나서야 새 회계시스템 도입을 위한 컨설팅 용역을 발주했다.
2013년부터 정부로부터 강제로 떠안은 국책사업의 회계는 본업의 회계와 분리된다. 이른바 정부 대행사업에 대한 '사업별 구분회계' 제도이다. 공기업 부채 증가의 책임이 정부에 있는지, 해당 공기업에 있는지 명확하게 구분하자는 취지다.
2013년 기준 사업별 구분회계는 현재 288개 공공기관 중 유일하게 한국토지주택공사(LH공사)만 시행하고 있다. 보금자리주택, 혁신도시 등 5개 사업에 대해서다. LH공사는 이들 사업에서 발생한 적자에 대해 우선 다른 부문에서 발생한 이익으로 메꾸고 그래도 모자라면 정부의 국고 지원을 받도록 돼있다. 정부는 이 같은 구분회계를 수자원공사의 4대강 사업이나 가스공사·석유공사의 해외 유전·가스전 개발사업, 한국전력의 전기판매사업(전기료 수입)처럼 공기업의 의사와 무관하게 떠맡은 '강제 국책사업'으로 확대하는 것을 논의중이다.
정부는 강제 국책사업을 모두 회계 분리할 경우, 이들 사업의 부채 규모가 50조원이 넘을 것으로 추정하고 있다. 대한민국 국내총생산(GDP)의 3%가 넘는 규모이다. 공기업 부채는 2011년 말 기준으로 463조 5000억원으로 국가 부채(420조 7000억원)를 넘어선 상태다.

우리나라에서는 IMF가 2012년 발표한 회계기준에 따라 D1국가 부채 D2일반정부 부채 D3 공공부문부채로 나누어 관리하고 있다.[1][2]
2011년부터 발생주의 회계제도를 도입하였기에 기획재정부 통계는 2011년부터 나온다.
상기기준으로 우리나라의 채무는 주요국가 대비 건전한 편이 맞으며
다만 지속적으로 안정성을 유지하기 위해선 국가의 급속한 노령화나 사회보장성기금의 충당금 등을 주의해야한다.  [1]

#### 관련 법안
공기업의 현금 배당을 늘리도록 유도하는 한국수출입은행법·한국투자공사법·한국조폐공사법 개정안이 지난달 국회 본회의를 통과함에 따라 국고에 귀속되는 배당을 적게 해온 공기업의 관행에 제동이 걸리게 됐다

## 미국
미국의 2018년 3월 이후로 한화로 약 2.1경원, 21조달러로 한국의 부채를 1700조로 감안하면 한국부채의 12배가 넘은 금액을 국가 채무로 안고 있다. 이러한 빚의 증가로 인하여 국가예산 지출의 13% 정도를 빚에 대한 이자로 갚아야 할 위기에 처해 있다. 재정적자는 2019년 말 900조원을 예상하고 있다.

### 대책
국가 채무를 낮추는 방법은 다섯가지로 요약된다. 1. 세금을 올린다. 2. 지출을 줄인다. 3. 채무를 재구성한다. 4. 부채의 수익을 창출한다. 5. 디폴트(채무 불이행)을 선언한다. 이런 여러 가지 방법을 복합적으로 잘 운용하여 채무를 줄이려는 시도가 있으나, 부채의 증가 속도를 줄이는 것으로도 힘겨운 규모이다. 실질적으로 사회보장제도의 확장에 따른 의료보험에 대한 국가지출이 너무 많아 고령화에 따른 실질적 국가부담이 과도하다는 지적이다. 하지만, 정치의 포퓰리즘적 성격과 제조업의  해외 이전으로 고부가가치 산업이 이미 줄어들었고, 서비스업의 한계로 당분간 문제 해결은 불가능하다는 지적이다.

## 중국

### 기업부채
로이터통신은 중국의 기업부채 규모가 16조 1000억달러(약 1경 8533조원)에 달한다며 이는 세계에서 가장 큰 규모라고 18일(현지시간) 보도했다.

## 같이 보기
- 국가채무에 따른 나라 목록
- 대한민국 정부의 재정